# Idaea inquisita
Idaea inquisita là một loài bướm đêm trong họ Geometridae.